# TWO SPIRITS
『TWO SPIRITS -LIVE PSY・S BEST SELECTION-』（トゥ・スピリッツ -ライヴ サイズ ベスト セレクション-）は、PSY・Sのライヴ・ベスト・アルバム。

## 解説
ライヴ活動時のバンド「LIVE PSY・S」のベスト盤という位置づけで、1987年3月「NEW CREATORS JAM Vol.1」から1992年3月「Paradise Tour」までの6公演から選曲。
「Parachute Limit」「Friends or Lovers」シングル2曲以外はベスト・アルバム『TWO HEARTS』未収録楽曲を収録して「裏ベスト」的な位置づけもある。
ライヴ・ビデオとして商品化された作品と同じ演奏も存在するが、オーディエンスの拍手などをカットしておりスタジオ・アルバムとして聴くことが可能。
「冬の街は」のSION、「Silent Song」のいまみちともたかなど他レコード会社所属のゲストプレーヤーの歌唱、演奏も収録。
本アルバム封入の応募券と、同日発売のライヴ・ビデオ『LIVE PSY・S Paradise Tour』に封入応募券の2枚を切取・貼付しハガキで応募すると松浦雅也による「PSY・SスペシャルオルゴールCD」が抽選で2,000名にプレゼントされる企画があった。
同年9月21日、本作からのリカット・シングル「青空は天気雨 -Live Version-」を発売。カップリングは本作未収録の「CHILD (Live New Mix)」。
初回盤はジャケットアートワークの一部がプリントされた特別ケース仕様。

## 収録曲
1. Parachute Limit
2. Teenage
3. Kisses
4. Christmas in the air
5. Paper Love (English Version)
6. 青空は天気雨
7. TOYHOLIC
8. Everyday
9. Friends or Lovers
10. 冬の街は
11. EARTH〜木の上の方舟〜
12. Silent Song
13. 私は流行、あなたは世間